# Gary Merrill
Gary Fred Merrill (n. 2 august 1915, Hartford, Connecticut, SUA – d. 5 martie 1990, Falmouth⁠(d), Maine, SUA) a fost un actor american de film și televiziune. A jucat în peste 50 de lungmetraje, câteva seriale TV în mare parte de scurtă durată și a avut zeci de apariții în televiziune. Merrill a jucat în Totul despre Eva și a fost căsătorit cu vedeta din acest film, Bette Davis.

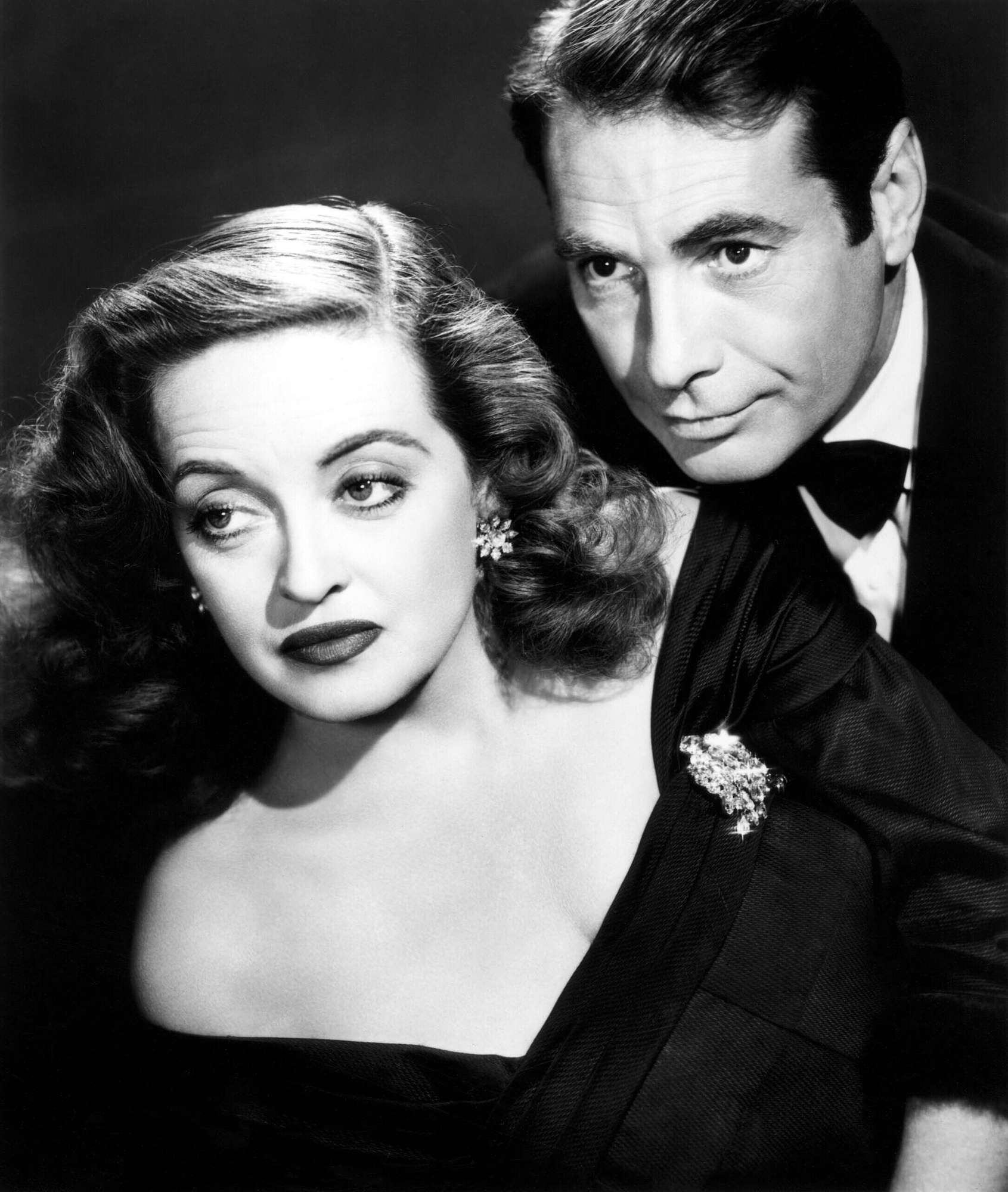
Bette Davis și Gary Merrill în Totul despre Eva

## Filmografie
- This Is the Army (1943) - Backstage MP on Right (nemenționat)
- Winged Victory (1944) - Capt. McIntyre
- Slattery's Hurricane (1949) - Cmdr. E.T. Kramer
- Twelve O'Clock High (1949) - Col. Keith Davenport
- Mother Didn't Tell Me (1950) - Doctor Peter Roberts
- Where the Sidewalk Ends (1950) - Tommy Scalise
- All About Eve (1950) - Bill Sampson (personaj menționat greșit ca "Simpson.)
- Rawhide (1951) - Narrator (voce, nemenționat)
- The Frogmen (1951) - Lt. Cmdr. Pete Vincent
- Another Man's Poison (1951) - George Bates
- Decision Before Dawn (1951) - Col. Devlin
- Phone Call from a Stranger (1952) - David Trask
- The Girl in White (1952) - Dr. Seth Pawling
- Night Without Sleep (1952) - Richard Morton
- Un plan de omor (A Blueprint for Murder, 1953) - Fred Sargent
- Witness to Murder (1954) - Lawrence Mathews
- The Black Dakotas (1954) - Brock Marsh ca Zachary Paige
- The Human Jungle (1954) - Police Capt. John Danforth
- Navy Wife (1956) - Jack Blain
- Bermuda Affair (1956) - Bob Scoffield
- The Missouri Traveler (1958) - Doyle Magee
- Crash Landing (1958) - Capt. Steve Williams
- The Wonderful Country (1959) - Maj. Stark Colton
- The Savage Eye (1960) - The poet
- The Great Impostor (1961) - Pa Demara
- The Pleasure of His Company (1961) - James Dougherty
- Mysterious Island (1961) - Gideon Spilitt
- A Girl Named Tamiko (1962) - Max Wilson
- Hong Kong un Addio (Farewell to Hong Kong, 1963)
- The Searching Eye (1964) - Narrator
- Catacombs (1965) - Raymond Garth
- Ride Beyond Vengeance (1966) - Dub Stokes
- Cast a Giant Shadow (1966) - Pentagon Chief of Staff (scene șterse)
- Destination Inner Space (1966) - Dr. LaSatier
- Around the World Under the Sea (1966) - Dr. August 'Gus' Boren
- The Last Challenge (1967) - Squint Calloway
- Clambake (1967) - Sam
- The Incident (1967) - Douglas McCann
- The Power (1968) - Mark Corlane
- Più tardi, Claire, più tardi (1968) - George Dennison
- Amarsi male (1969)
- The Secret of the Sacred Forest (1970) - Mike Parks
- Earth II (1971) - Walter Dietrich
- Huckleberry Finn (1974) - Pap
- Thieves (1977) - Street Man
- The Seekers (1979) - Capt. Hull
- September Song (1984)